# Лист ожидания
Лист ожидания — организационный список с личными данными потребителей, ожидающих предоставления определённой услуги в условиях, когда она не может быть предоставлена незамедлительно, необходимый для соблюдения очередности её последующего предоставления. Листы ожидания ведут в различных отраслях.
В гражданской авиации на листе ожидания (англ. wait list, waiting list, stand by) находятся пассажиры, желающие попасть на уже полный авиарейс в случае, если кто-то из уже забронированных на него пассажиров откажется от полёта и аннулирует бронирование до рейса. В авиабилете на лист ожидания указывает статус рейса WL. При появлении в сети бронирования свободных мест заявки пассажиров удовлетворяются. Большинство авиаперевозчиков поощряет прибытие пассажиров в аэропорт к отправке рейса, но при этом не дают гарантий предоставления мест. Пассажиры с неподтверждённым местом на рейс ожидают в аэропорту окончания регистрации непосредственно у стойки, после чего распределяются освободившиеся места не явившихся на рейс забронированных пассажиров и выписываются посадочные талоны. Подсадку на рейс после окончания регистрации ожидают также пассажиры с действительными коммерческими билетами без даты и предварительного бронирования либо с бронированием на другой рейс по тому же маршруту в тот же день, а также с дешёвыми билетами, приобретёнными непосредственно перед вылетом.